# Kenneth D. Hill
Kenneth D. Hill, auch Ken Hill (* 6. August 1948 in Armidale, New South Wales; † 4. August 2010 in Sydney), war ein australischer Botaniker. Sein botanisches Autorenkürzel lautet „K.D.Hill“.

## Frühe Jahre
Ken Hill wurde in Armidale geboren und wuchs auf einer Farm in Guyra auf. Er besuchte die „Guyra Central School“ und dann die „Armidale High School“. Schon als Kind interessierte er sich sehr für Pflanzen. Nach seinem Schulabschluss studierte er an der University of New England, wo er den Titel eines Bachelor of Sciences (B.Sc. (Hons.)) sowie anschließend den Titel eines Master of Science (M.Sc.) in Geologie erwarb. Daneben belegte er zusätzliche Kurse in Botanik.

## Berufsleben
Zunächst arbeitet Hill als Expeditionsgeologe im Northern Territory und im Sudan.
1983 trat er als technischer Angestellter im National Herbarium of New South Wales in die Dienste der Royal Botanic Gardens in Sydney ein. Unter der Leitung von Lawrence Alexander Sidney Johnson und zusammen mit Don Blaxell machte er sich an die Neuordnung der Eukalypten. Daneben schrieb er an Beschreibungen der Nacktsamer für „Flora of Australia“. 1986 wurde Hill offiziell als Botaniker eingestellt und führte seine Arbeit an der Neuordnung der Eukalypten fort. Er begann, als Fortsetzung seiner Arbeiten an der „Flora of Australia“, mit Beschreibungen der Sagopalmfarne (Cycas). Auch an der Entdeckung, Benennung, Beschreibung und Untersuchung der Wollemie 1995 war er wesentlich beteiligt.
Von Mitte 1997 bis Mitte 1998 wurde Hill als Australian Botanical Liaison Officer zu den Royal Botanic Gardens in Kew, London, entsandt. Von 1999 bis 2004 arbeitete er als „Senior Research Scientist“ im National Herbarium of New South Wales.
Ken Hill schuf etliche Websites zur Dokumentation von Pflanzen. So machte er sich einen Namen als „botanischer Informatiker“. Beispiele hierfür sind „The Cycad Pages“, „NSW Flora Online“, „EucaLink“ und „WattleWeb“ (heute „PlantNET“). Er bereiste ganz Australien und später auch die botanisch noch kaum erforschte asiatisch-pazifische Region und studierte Eukalypten und Sagopalmfarne. Er gehörte der „IUCN/SSS Cycad Spezialist Group“ und spielte eine wichtige Rolle bei der Aufnahme der bedrohten asiatischen und australischen Sagopalmfarne in die Rote Liste der IUCN.
Am 13. August 2004 wurde Ken Hill wegen seiner angeschlagenen Gesundheit frühpensioniert.

## Familienleben
Ken Hill heiratete Leslie Greenwood. Aus dieser Ehe gingen die beiden Töchter Zoe und Phoebe hervor.

## Späte Jahre und Tod
Nach seiner Pensionierung setzte Hill seine Arbeit, namentlich an der Beschreibung der Sagopalmfarne, fort. Er entwickelte The Cycad Pages weiter mit dem Ziel einer Monographie über diese Pflanzengattung. Die Veröffentlichung dieser Monographie erlebte er allerdings nicht mehr.
Seine privaten Interessen erstreckten sich neben der Botanik auf Vögel, Musik, Filme, Briefmarken, Ahnenforschung, Technik, Motorräder und Reisen. Hill war ein begnadeter Gärtner und wollte sich später auf sein Grundstück in Somersby bei Gosford zurückziehen. Auch dies ließ seine angeschlagene Gesundheit nicht mehr zu.
Am 4. August 2010 verstarb Ken Hill im Alter von 62 Jahren.